# 格里夫納 (重量單位)

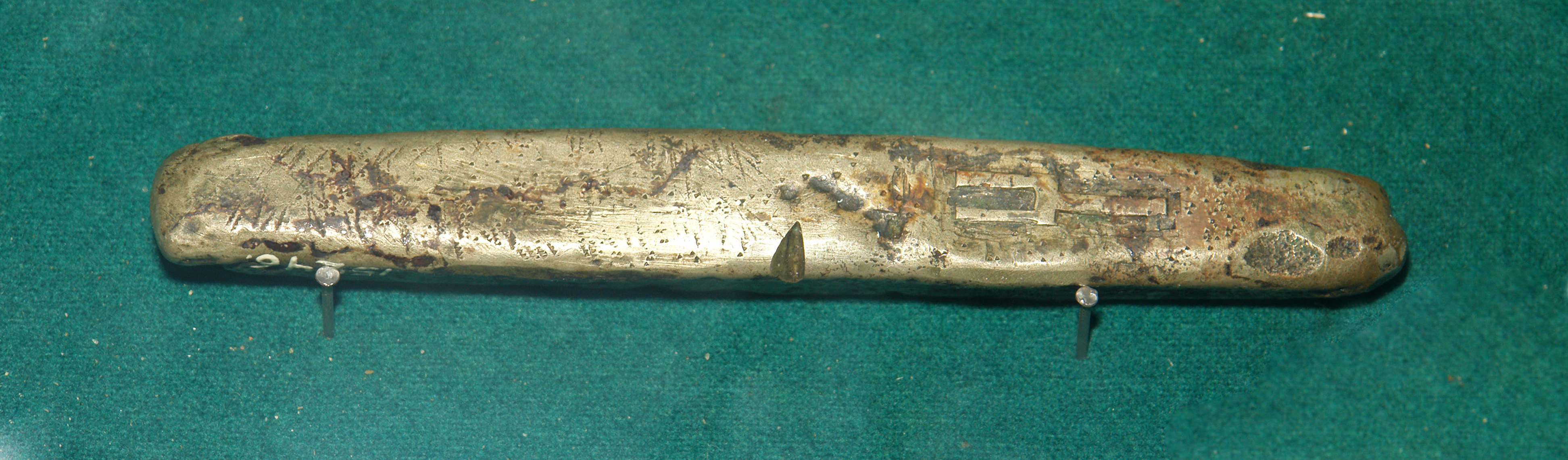
俄羅斯的格日夫納銀條

格里夫納（原始斯拉夫語：grivĭna，「脖子」的意思、古東斯拉夫語：гривьна grivĭna、俄语： grivna、烏克蘭語： hryvnia、白俄羅斯語： hryŭnia、 保加利亞語： grivna、塞爾維亞-克羅埃西亞語： grȋvna），是中古時代斯拉夫文化區的一種重量單位，主要用於金銀交易。亦作貨幣單位用。類似西歐的馬克。
每一個格里夫納大約是半磅。主要種類有庫爾姆、克拉科夫和諾夫哥羅德等。以克拉科夫格里夫納為例，隨時間演變，其含銀量亦發生變化，由196.26克至201.86克不等。14世紀時，一格日夫納等於196.26克，16世紀初，則相當於197.684克。1558年升值至201.802克，但1650年又再升值為201.86克。
作為貨幣單位，一格里夫納相當於48布拉格格羅申。在瓦迪斯瓦夫一世時代，一克拉科夫格里夫納的銀子可以鑄製576枚迪納厄斯銀幣，至卡齊米日三世768枚，而到雅蓋沃時代就可以鑄成864枚迪納厄斯。
現代烏克蘭貨幣單位格里夫納的名稱即由此而來。